# 達文特里 (英國國會選區)

選區在北安普敦郡的位置

達文特里（英語：Daventry），英國國會一郡選區，位於北安普敦郡，包括達文特里全部、韋靈伯勒西部兩個選區以及北安普敦郡南區北部五個地方選區。
本區始設於1918年，1950年撤銷，1974年2月恢復。本區一直支持保守黨。克里斯·希頓-哈里斯在2010年大選中以56.5%選票首度當選。